# Ritabrata Munshi

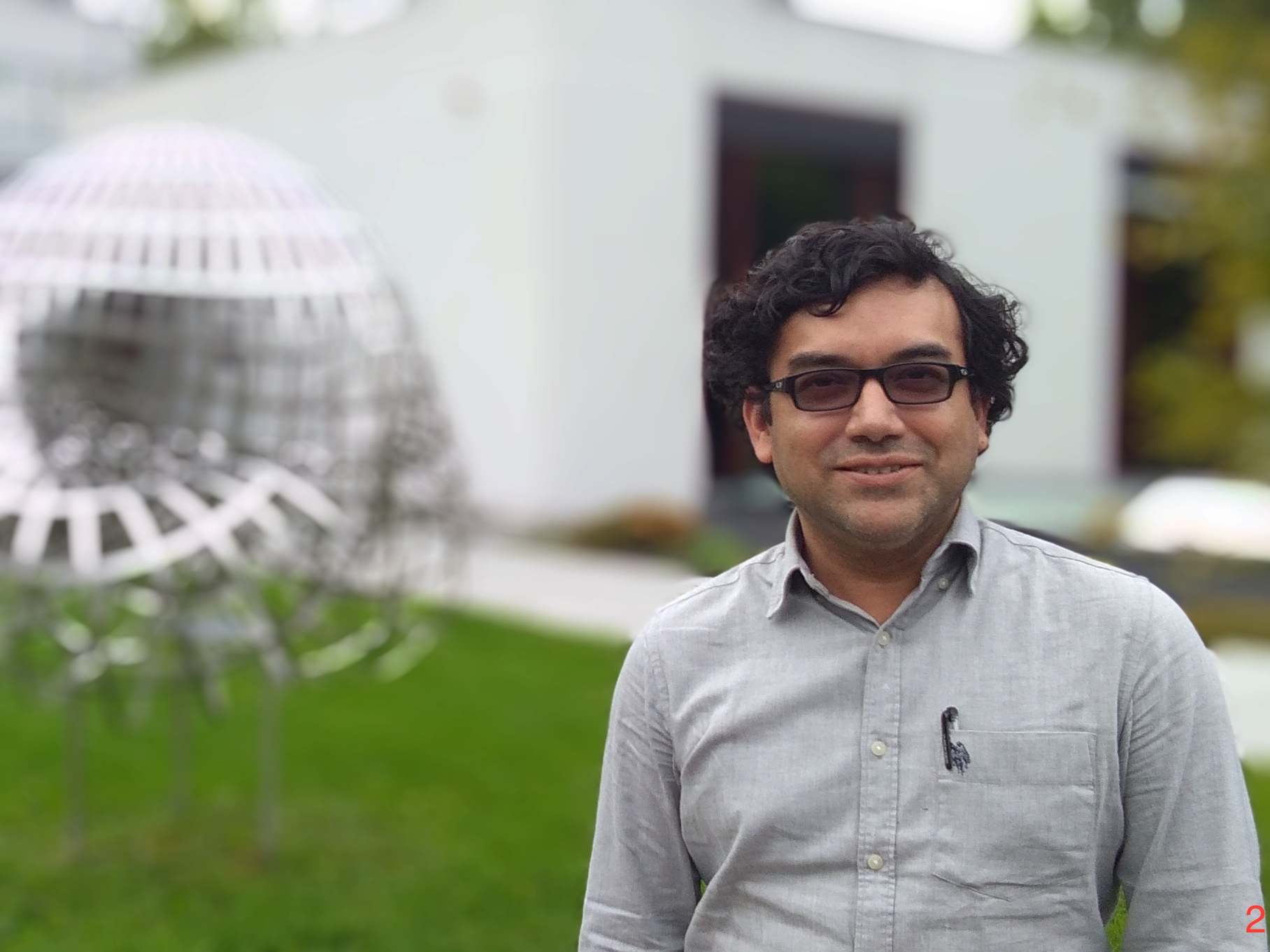
Ritabrata Munshi em Oberwolfach

Ritabrata Munshi (14 de setembro de 1976) é um matemático indiano especialista em teoria dos números. Recebeu o Prêmio Shanti Swarup Bhatnagar de Ciências e Tecnologia de 2015, o mais significativo prêmio em ciências da Índia, na categoria de ciências matemáticas.
Munshi obteve um PhD na Universidade de Princeton em 2006, orientado por Andrew Wiles.
Em 8 de novembro de 2018 recebeu o Prêmio Ramanujan ICTP.
Foi palestrante convidado do Congresso Internacional de Matemáticos no Rio de Janeiro (2018: The subconvexity problem for L-functions).